# SSSS.Gridman
SSSS.Gridman (яп. グリッドマン Гуриддоман, Гридман) — аниме-адаптация токусацу 1993—1994 годов Gridman the Hyper Agent производства компаний Tsuburaya Productions и Studio Trigger. Обладатель премии Seiun 2019 за лучшую постановку.
14 декабря 2019 года было анонсировано аниме под названием SSSS.Dynazenon, которое должно стать продолжением SSSS.Gridman, действие будет проходить в общей вселенной, а премьера состоялась в апреле 2021 года.

## Сюжет
Юта Хибики пробуждается с амнезией и способностью видеть вещи, которые другие не могут. Сначала он встречает Гридмана в отражении компьютера, и тот говорит ему, что Юту ждёт важная миссия, но герой не понимает, о чём идёт речь. Неожиданное появление кайдзю разрушает привычные будни для Юты и его друзей. Юта оказывается способен сливаться с Гридманом, чтобы сражаться с монстрами. После атаки кайдзю воспоминания всех людей перегружаются, а о погибших забывают напрочь. Вместе с друзьями Юта берётся разобраться в том, что же творится и откуда берутся кайдзю. В этом ему помогают в том числе и таинственные союзники Гридмана, способные обращаться в оружие, которое сможет использовать робот в своих схватках.

## Персонажи

### Gridman Alliance
Союз Гридмана (яп. グリッドマン同盟 Гуриддоман До:мэй) — трое школьников, помогающих Гридману сражаться с кайдзю в городе. Они единственные, кто помнит всё, что происходит во время битв и погибших в них людей.
Юта Хибики (яп. 響 裕太 Хибики Ю:та)
Сэйю: Юя Хиросэ
Потерявший память юноша, очнувшийся рядом с домом Рикки. Он обладает способностью видеть Гридмана и иллюзии монстров в городе. Объединившись с Гридманом, он может сражаться с кайдзю.
Сё Уцуми (яп. 内海 将 Уцуми Сё)
Сэйю: Сома Сайто
Одноклассник Юты и основатель альянса. Большой фан токусацу.
Рикка Такарада (яп. 宝多 六花 Такарада Рикка)
Сэйю: Юмэ Миямото
Единственная девушка в команде, одноклассница Юты. Она мечтает об обычной жизни, но поддерживают Юту в его борьбе с монстрами. Именно она часто, по мнению критиков, становится истинным героем в каждой новой серии.
Гридман (яп. グリッドマン Гуриддоман)
Сэйю: Хикару Мидорикава
Гиперагент (яп. ハイパーエージェント Хайпа: Э:дзэнто), находящийся в старом компьютере. Он говорит Юте и его миссии и объединяется с ним, чтобы стать гигантом и сражаться с монстрами.

#### NGJHS
NGJHS, сокращенно от Neon Genesis Junior High Students (яп. 新世紀中学生 Синсэки Тю:гакусэй, букв. «Ученики младшей старшей школы нового поколения»), — четверо гиперагентов, выглядящих как молодые люди в чёрном. На деле они являются фрагментами Гридмана и могут объединятся с ним, чтобы разблокировать его истинную форму.
Они могут превращаться в дополнительное оружие (яп. アシストウェポン асисуто вэпон), совместившись с Гридманом, а в его отсутствие объединяться в гигантского робота Зенона (яп. 合体戦人 パワードゼノン Гаттай Сэндзин Пава:до Дзэнон).
Самурай Калибур (яп. サムライ・キャリバー Самурай Кяриба:)
Сэйю: Рёсукэ Такахаси
Мужчина, помогший альянсу оптимизировать компьютер Гридмана. Носит на спине 4 меча. В форме поддержки — меч.
Макс (яп. マックス Маккусу)
Сэйю: Кацуюки Кониси
Высокий мужчина в маске, использует в бою перчатки, способные превратиться в дубину. В форме поддержки — грузовик, оснащенный двумя пушками.
Борр (яп. ボラー Бора:)
Сэйю: Аой Юки
Андрогинный мальчик, прячет в рукавах кинжалы. В форме поддержки — подземная лодка.
Вит (яп. ヴィット Витто)
Сэйю: Масая Мацукадзэ
Четвёртый член команды. Его форма поддержки — истребитель.

### Прочие
Аканэ Синдзё (яп. 新条 アカネ Синдзё: Аканэ)
Сэйю: Рэйна Уэда
Одноклассница Юты, сидящая за соседней от него партой, а также самая популярная девочка в классе, большая фанатка кайдзю. Именно она стоит за атаками монстров на город, создавая из дерева модели кайдзю, которые потом оживлял Алексис, цифровая сущность и противник Гридмана. Эти кайдзю обычно должны были убить определённых людей, которых ей хотелось уничтожить из-за различных мелких поводов. Позже становится известно, что город и его жители на самом деле продукт альтернативной реальности, которую она создала, чтобы спрятаться от проблем в реальной жизни, а реальная причина, по которой она приказывает кайдзю атаковать, — её желание держать всё под контролем. В конце сериала она осознаёт свою ошибку и решает вернуться в реальный мир. Этот переход от просто злодейки к создательнице мира делает персонажа ещё более правдоподобным, и ей становится легче сопереживать. Магнетизм Аканэ привлекает, а её радость, даже когда она связана с несерьезному отношению к жизням других людей, заразительна.

## Медиа

### Аниме
SSSS.Gridman был анонсирован студией Trigger на Anime Expo 2017 вместе с Darling in the Franxx и «Промар». Trigger описал сериал как «наша аниме-версия токусацу» с оригинальной сюжетной линией, не связанной с ранее вышедшим игровым сериалом. Во время Tokyo Comic Con 2017 были представлены более подробные сведения, в том числе имена основных членов команды, работающей над аниме, включая Масаюки Гото в качестве дизайнера персонажей и сэйю Хикару Мидорикава в роли Гридмана, а также была названа планируемая дата премьеры — октябрь 2018 года.
24 марта 2018 года на официальном сайте была представлена новая информация, включая имена сэйю главных героев. Во время панели Studio Trigger на Anime Expo 2018, студия признала различия между американским и японским релизами Gridman, уточнив, что SSSS.Gridman — это новое шоу с той же концепцией. Они подчеркнули, что несмотря на наличие совершенно новой истории SSSS.Gridman не является перезапуском оригинала. Так как SSSS.Gridman разрабатывался на студии параллельно с «Промар», команда во время своего выступления поделилась историями о том, как на совещаниях об одном могли обсуждать другое. Было показано специальное видео с участием режиссёра Акиры Амэмии, в котором подчёркивалось, что история «будет сосредоточена на молодежи Японии и их отношении с технологиями». Мировая премьера сериала состоялась после окончания выступления.
Премьерный показ аниме прошёл с 7 октября по 23 декабря 2018 года. Режиссёром сериала стал Акира Амэмия, сценаристом — Кэйити Хасэгава, за анимацию отвечала студия Trigger. Масаюки Гото создал дизайн Гридмана, тогда как остальными персонажами занимался Масару Сакамото. Многие герои были вдохновлены персонажами из франшизы «Трансформеры». Сиро Сагису написал музыку к сериалу. Начальную тему UNION исполнили OxT, а завершающую youthful beautiful — Маая Утида.
В ходе своей панели на Anime Expo 2018, Funimation сообщила о лицензировании аниме для стриминга на FunimationNow и о намерении дублировать его. Оно было лицензировано в Великобритании, Ирландии, Южной африке, Австралии, Новой Зеландии, Дании, Ирландии, Швеции и Норвегии. В этих странах оно транслировалось Crunchyroll.
Аниме вышло на 4 Blu-ray и DVD в Японии с 19 декабря 2018 по 20 февраля 2019 года, потом 28 января 2020 года в Северной Америке от Funimation. Формат был 1,78:1 (16:9), а звук Dolby TrueHD 5.1 (английский) и 2.0 (японский). Коллекционное издание включало 150-страничный артбук (интервью с создателями, производство анимации, дизайн монстров), брелок, стикер команды Гридмана, 4 двусторонние открытки.

#### Музыка
| №   | Название                             | Длительность |
| --- | ------------------------------------ | ------------ |
| 1.  | «1144 C type»                        | 1:30         |
| 2.  | «1144 A type»                        | 2:38         |
| 3.  | «HL_pinch»                           | 1:48         |
| 4.  | «1144_celtic»                        | 1:15         |
| 5.  | «1801 S type»                        | 2:16         |
| 6.  | «HL_29_mysterious»                   | 2:03         |
| 7.  | «HumanLove_CH_edm_all»               | 4:33         |
| 8.  | «1144_united_full»                   | 3:54         |
| 9.  | «1144_waltz_piano_solo»              | 2:10         |
| 10. | «peaceful_1144»                      | 1:32         |
| 11. | «1801_peace_battle_all_suite»        | 4:06         |
| 12. | «1801 A type»                        | 2:59         |
| 13. | «1144 B type»                        | 1:51         |
| 14. | «peaceful_1805»                      | 1:41         |
| 15. | «HumanLove A type»                   | 1:06         |
| 16. | «HumanLove_CH_metal_all»             | 4:17         |
| 17. | «HumanLove»                          | 4:54         |
| 18. | «1801_CH_metal»                      | 2:23         |
| 19. | «fantasy_mysterious_HumanLove_synth» | 2:37         |
| 20. | «suspence_HumanLove_synth»           | 1:17         |
| 21. | «peaceful_1801»                      | 1:51         |
| 22. | «HL_29_mysterious_vox»               | 2:25         |
| 23. | «HumanLove B type»                   | 3:08         |
| 24. | «1801 B type»                        | 2:29         |
| 25. | «interlude_5/4_from_1144»            | 2:56         |
| 26. | «1801 C type»                        | 3:40         |

Запись произведена в концертном зале Национальной филармонии в Варшаве (Варшавский филармонический оркестр, дирижёр — Масамити Амано), студиях Air, Эбби-Роуд, Beethoven (Париж) и Ro-JAM (Токио).

### Манга
Аниме было адаптировано в мангу, чьим автором стал Юки Конно. Она публикуется в приложении Shonen Jump+ издательства Shueisha.
Кроме того, к выходу запланировано несколько спин-оффов разных авторов и на разные сюжеты. Арико занимается комедийной мангой Shinseiki Chūgakusei Nikki (с яп. — «Дневник учеников младшей старшей школы нового поколения»), рассказывающей о буднях четверки героев, пока они гоняются за котами, делают покупки или едят вместе набэ. Манга выходит в журнале Monthly Comic Alive издательства Kadokawa с 26 октября 2019 года. В том же журнале одновременно начался выход манги Кэя Тору Hime to Samurai (с яп. — «Принцесса и самурай») о Самурай Калибуре и девушке по имени Химэ Кудзуки, хранящий его пятый меч. Сако Мисаки взялась за другую мангу Shinseiki Chūgakusei no Shitsuji Cafe, в которой четверка школьников нового поколения оказывается в мире игры и начинает работать дворецкими. Манга будет публиковаться издательством Akita Shoten в журнале Monthly Shōnen Champion c 2 мая 2020 года. С того же выпуска в этом журнале Юки Тамура занимается мангой под названием Sengoku Gridman (с яп. — «Гридман эпохи Сэнгоку»). В ней речь пойдет о небольшой территории, на который распространена странная технология механических марионеток, с помощью которой созданы солдаты, патрулирующие территорию вокруг замка. Когда солдаты начинают атаковать людей, появляется таинственный воин.
К выходу также планировался спин-офф об Аканэ, чьим автором должен был стать Сюн Кадзаками. Манга была отменена из-за разногласий по поводу сюжета.

### Прочее
На основе аниме был написан спин-офф роман Юми Мидзусавой с иллюстрациями bun150 под предварительным названием SSSS.GRIDMAN ~Mō Hitori no Kami-sama. Действие его разворачивается в том же городе, находящемся под атаками кайдзю, и сфокусируется на «другом боге и другой битве». Выход роман был запланирован на август 2019 года под лейблом Gagaga Bunko издательства Shogakukan.

## Критика
Одной из привлекательных черт аниме является баланс между шаблонами токусацу и поднимаемыми время от времени серьёзными темами. SSSS.Gridman говорит об эскапизме и депрессии и о том, как люди могут использовать свои увлечения, чтобы скрыться от реальности. Аниме рассматривает одну из самых уродливых сторон в человеке, но делает это с героизмом, свойственным глупым сериалам о команде разноцветных героев.
Визуальная составляющая сериала замечательна, особенно выделяется 9 серия.
Главный герой Юта не сильно выделяется в сюжете, тогда как остальные персонажи вокруг него играют более важную роль в сериале: от удачно названных Neon Genesis Junior High Students до по-подростковому раздражительной Рикки. Изменение образа Аканэ от злодейки к одинокой и ненавидящей себя девочке делает её более понятной, и это составляет одну из сильнейших частей аниме.
Аниме удается отразить дух, а не просто потревожить воспоминания, лучших работ Gainax.